# Přeborov
Přeborov település Csehországban, Píseki járásban. Přeborov Zhoř és Milevsko településekkel határos. Lakosainak száma 155 fő (2024. január 1.).

## Népesség
A település lakosságának változását az alábbi diagram mutatja:
| Lakosok száma | 470  | 380  | 347  | 268  | 165  | 143  | 139  | 143  | 146  | 155  |
|               | 1869 | 1890 | 1921 | 1950 | 1980 | 2001 | 2017 | 2019 | 2022 | 2024 |